# Mijade
Mijade est une maison d'édition belge fondée en 1993 par Michel Demeulenaere et située à Namur. Elle emploie principalement des auteurs et/ou illustrateurs belges.
Mijade publie depuis 2018, avec cinq autres éditeurs jeunesse (Alice Jeunesse, Ker Éditions, Les 400 Coups, Père Fouettard, NordSud), le magazine gratuit Je dirais même plus.

## Historique
Fondée en 1993 par Michel Demeulenaere, la maison d'édition Mijade se spécialise à l'origine dans la publication d'albums illustrés pour enfants.
Depuis 1998, elle s'est lancée dans la coédition avec des éditeurs étrangers comme Clavis en Flandre, et est active en vente et achats de droits sur le marché international.
En 2007, pour étoffer son catalogue, elle reprend les collections de roman jeunesse de deux éditeurs, tout d'abord Memor, puis Labor quelques mois plus tard avec la collection « Zone J ».
Mijade se lance en 2020 dans la publication de romans illustrés pour jeunes lecteurs, avec la collection « Passerelle ». 

## Travail à l'international
En 2020, la maison est nommée parmi les finalistes du BOP (prix des meilleurs éditeurs pour enfants de l'année) à la Foire du livre de jeunesse de Bologne.

## Collections
Albums
Depuis ses débuts, Mijade publie et réédite des albums destinés aux enfants de 3 à 8 ans. La maison d'édition promeut les techniques d'illustration classiques telles que le crayon et l'aquarelle, ou encore le collage. Parmi ses grands succès, on peut compter La Chenille qui fait des trous (Eric Carle), Trois souris peintres (Ellen Stoll Walsh), Petit Poisson Blanc (Guido van Genechten), Arc-en-ciel, le plus beau poisson des océans (Marcus Pfister), ou encore Maman (Hélène Delforge et Quentin Gréban). 
Petits Mijade
La collection de poche Petits Mijade accueille environ 15 nouveautés par an, parmi lesquelles quelques titres d'abord publiés en albums, ou encore la réédition d'anciens succès de librairie.
Petit train
La collection Petit train comprend quelques titres s'adressant aux enfants de moins de trois ans. Réalisés pour la plupart en format tout carton, ils accompagnent les tout petits dans leur premier contact avec le livre. 
Passerelle
Lancée en 2020, la collection Passerelle propose un format de romans illustrés de première lecture, destinés aux jeunes lecteurs à partir de 7 ans. Elle propose tout aussi bien des nouveautés (La visite en classe, Christine Nauman-Villemin et Annick Masson) que la réédition de classiques du catalogue (Les folles histoires, Gudule et Claude K. Dubois) dans un nouveau format adapté.
Zone J
La collection Zone J propose un vaste catalogues de romans, récits, recueils de nouvelles adressés aux jeunes lecteurs de 9 à 15 ans. Les styles variés passent tantôt par le fantastique, le conte, le policier, l'aventure, l'humour ou encore le roman historique. Quelques auteurs à succès y sont publiés, parmi lesquels Nicolas Ancion, Gudule, Jacques Sternberg, Frank Andriat, Pierre Coran, Nadine Monfils, Michel Honaker ou encore Armel Job.
Romans
Mijade Romans s'adresse aux jeunes adultes à partir de 15 ans, et propose dans un grand format oblong les fictions d'auteurs contemporains tels que Xavier Deutsch, Vincent Engel, Florence Aubry, Eva Kavian, Nic Balthazar, Evelyne Wilwerth ou encore Claude Raucy.

## Auteurs publiés
Auteurs albums
- Christine Naumann-Villemin
- Hélène Delforge
- Géraldine Collet
- Jessica Martinello
- Caroline Roque
- Véronique Cauchy
- Amélie Javaux
- Sophie Siers
- Coralie Saudo
- Olivier Pog
- Christian Merveille
- François Hanozet
- Luc Foccroulle
- Brigitte Weninger
- Thierry Robberecht
- Luc Foccroulle

Illustrateurs
- Quentin Gréban
- Grégoire Mabire
- Claude K. Dubois
- Laurent Simon
- Eric Carle
- Geneviève Després
- Johan Pegot
- Tim Warnes
- Annick Masson
- Anne Villeneuve
- Emma de Woot
- David B. Draper
- Sibylle Delacroix
- Guido van Genechten
- Jean Maubille
- Torben Kuhlmann
- Olivier Tallec
- Nancy Pierret
- Marcus Pfister
- Jane Massey
- Sébastien Chebret
- Michaël Derullieux
- Virginie Vertonghen
- Marie-José Sacré
- Estelle Meens
- Sylvie Auzary-Luton
- Lieve Baeten
- Jean Claverie
- Philippe Goossens
- Dominique Maes
- Ginette Hoffmann
- Ellen Stoll Walsh
- Hans de Beer
- Jane Chapman
- Pascal Biet
- Don Wood
- Gwyneth Williamson
- Tony Ross
- Jack Kent
- Jane Chapman
- Ève Tharlet
- Josse Goffin
- Kazuo Iwamura
- Dan Yaccarino
- Jean Claverie
- Estelle Meens

Auteurs romans
- Vincent Engel
- Xavier Deutsch
- Frank Andriat
- Gudule
- Eva Kavian
- Michel Honaker
- Pierre Coran
- Sandrine Beau
- Thierry Robberecht
- Nicolas Ancion
- Isabelle Corlier
- Ian Beck
- N.M. Zimmermann
- Claude Raucy
- Isabelle Roy
- André-Paul Duchâteau
- John Christopher
- Patrick Delperdange
- Thomas Gunzig
- Armel Job
- Jacques Sternberg
- Christine Van Acker
- Jean-Claude van Rijckeghem